# Милошево (Обилић)
Милошево (алб. Milloshevë или Millosheva) је насеље у општини Обилић, Косово и Метохија, Република Србија. Налази се поред пута Косовска Митровица—Приштина, а удаљено је око 20 километара од Грачанице и Косовске Митровице.
По предању Милошево је добило назив по познатом српском јунаку Милошу Обилићу, који је недалеко од овог села погубио турског цара Мурата, у Косовском боју, али је тада и сам био погубљен. Некада је читаво Милошево је било настањено Србима, до суседног Лазарева.
У Милошеву сада живи још око 30 Срба, односно 9 породица, док их је раније било преко 100. Недавно се иселила још једна породица, када су поред њихове куће почели да граде нову џамију, мада на пар стотина метара већ постоји једна. Српске куће у овом месту се не обнављају, иако су оштећене. Срби немају превоз, док им лекови, лекар и зубар нису доступни. Најближа школа је у Бабином Мосту удаљена десетак километара од Милошева. За набавку лекова се путује до Грачанице. У селу постоји једна продавница, која је за Србе тешко доступна. Честе су провокације на улици. Срби у овој енклави живе изоловано, у страху, под претњом, не крећу се слободно, имају проблема са транспортом и не усуђују се да обрађују своју земљу.

## Порекло становништва по родовима
Подаци о пореклу становништва из тридесетих година XX века.
Черкези
- Беснеј (2 к.), од племена Абдзаха. Досељен је са Кавказа из села Пшиз (Екатериноград) 1864.
- Тауш (1 к.), од племена Абдзаха. Досељен са Кавказа кад и први. Овај се род иселио у М. Азију 1878, али се после шест месеци због лоше климе у новом насељу вратио натраг.
- Серхуш (1 к.), од племена Шапсо. Прво био насељен у Магури, па ишао у Велику Реку, одакле се преселио за време првог светског рата.

Мухаџири
из Топлице
- Куршумлија (3 к.), од фиса Сопа, из Куршумлије.
- Сагоњева (3 к.) и Јешаниц (1 к.), од фиса Гаша, из Сагоњева и Јошанице.
- Џигољ (1 к.) и Калудра (1 к.), од фиса Климената из Џигоља и Калудре.

Колонисти
из Херцеговине
- Шутоња (2 к.) 1920, Дутина (4 к.), Вујновићи (2 к.), Бајчетићи (1 к.) и Капор (1 к.) 1921. из Билеће.
- Вучуровић (1 к.) 1922. од Стоца.
- Тарана (1 к.) 1923. од Требиња.
- Ивковић (2 к.) 1924. од Мостара.

из Црне Горе
- Папићи (2 к.) 1922. из Бањана.
- Караџићи (2 к.) 1922. из Голије.

из Лике
- Вукмировић (4 к.), Хркаловић (1 к.) и Пупавац (3 к.) 1922. из Врховина.
- Бига (1 к.), Делић (2 к.) 1922. и Гулан (1 к.) 1923, из Бабина Потока.
- Орлић (1 к.) 1924. из Оточца.

из Босне
- Сајић (1 к.) 1922. из Брчког.

из Славоније
- Хам (1 к.), Хрват од Осијека.

из Баната
- Гавриловић (2 к.) 1921, Ристић (2 к.), Толмачевић (1 к.) и Аврамовић (1 к.) из Мокрина.
- Лисуловић (1 к.) 1925. из Кикинде.

из Србије
- Стојаковић (2 к.), Миловановић (1 к.), Кљајић (3 к.), Дивљаковић (1 к.), Станковић (1 к.) и Писаревић (1 к.) 1922. из Шапца.
- Марић (2 к.) 1922. из Жупе Александровачке.
- Јокановић (1 к.) и Иванчевић (1 к.), досељени 1922. из Топлице, а старином из Црне Горе.

Са Косова је, из Коњуха, као колониста 1922. насељен Стевић (1 к.), а на купљено имање још 1914. из Бабиног Моста је пресељен Мирковић (1 к.),
Роми муслимани
- Реџеповићи (2 к.). Пресељени 1927. из Г. Становца као наполичари.

## Демографија
| Година       | 1948 | 1953 | 1961 | 1971 | 1981 | 1991 |
| ------------ | ---- | ---- | ---- | ---- | ---- | ---- |
| Становништво | 583  | 616  | 758  | 976  | 1306 | 1588 |

|  |